# Петропавлівка (Коломацька селищна громада)
Петропа́влівка — село в Україні, у Коломацькій селищній громаді Богодухівського району Харківської області. Населення становить 69 осіб. До 2017 орган місцевого самоврядування — Коломацька селищна рада.

## Географія
Село Петропавлівка примикає до села Григорівка, на відстані 2 км розташоване село Шелестове.

## Історія
12 червня 2020 року, розпорядженням Кабінету Міністрів України № 725-р «Про визначення адміністративних центрів та затвердження територій територіальних громад Харківської області», увійшло до складу Коломацької селищної громади.
19 липня 2020 року, в результаті адміністративно-територіальної реформи і ліквідації Коломацького району, село увійшло до складу Богодухівського району.

## Економіка
- Страусина ферма — займається розведенням страусів, також на фермі розводять коней, фазанів, різну птицю. Вхід безкоштовний.